# Marin Prekodravac
Marin Prekodravac (Osijek, 3 marzo 2005) è un calciatore croato, centrocampista del Sebenico.

## Carriera

### Club
È cresciuto nel settore giovanile dell'Osijek, con cui ha debuttato il 26 settembre 2023 nell'incontro di Hrvatski nogometni kup vinto 4-1 contro il Kutjevo.
Il 5 agosto 2024 è stato ceduto a titolo definitivo al Sebenico, con cui ha segnato il primo gol in carriera in competizioni professionistiche il 25 ottobre seguente, nella trasferta pareggiata 2-2 contro lo Slaven Belupo.

### Nazionale
Ha giocato con le nazionali giovanili croate Under-17 ed Under-18.

## Statistiche

### Presenze e reti nei club
Statistiche aggiornate al 13 aprile 2025.
| Stagione        | Squadra         | Campionato      | Campionato | Campionato | Coppe nazionali | Coppe nazionali | Coppe nazionali | Coppe continentali | Coppe continentali | Coppe continentali | Altre coppe | Altre coppe | Altre coppe | Totale | Totale | Totale |
| Stagione        | Squadra         | Comp            | Pres       | Reti       | Comp            | Pres            | Reti            | Comp               | Pres               | Reti               | Comp        | Pres        | Reti        | Pres   | Reti   |        |
| --------------- | --------------- | --------------- | ---------- | ---------- | --------------- | --------------- | --------------- | ------------------ | ------------------ | ------------------ | ----------- | ----------- | ----------- | ------ | ------ | ------ |
| 2023-2024       | Osijek          | HNL             | 19         | 0          | CC              | 2               | 0               | UECL               | 0                  | 0                  | -           | -           | -           | 21     | 0      |        |
| 2024-2025       | Sebenico        | HNL             | 21         | 1          | CC              | 0               | 0               | -                  | -                  | -                  | -           | -           | -           | 21     | 1      |        |
| Totale carriera | Totale carriera | Totale carriera | 40         | 1          |                 | 2               | 0               |                    | -                  | -                  |             | -           | -           | 42     | 1      |        |